# Phyllocnistis toparcha
Phyllocnistis toparcha is een vlinder uit de familie van de mineermotten (Gracillariidae). De wetenschappelijke naam van de soort werd voor het eerst geldig gepubliceerd in 1918 door Meyrick. De waardplant voor de soort is Wijnstok (Vitis vinifera).